# Na skrzydłach marzeń
Na skrzydłach marzeń (ben. Swopnodanay) – banglijski dramat filmowy z 2007 roku.

## Obsada
- Mahmuduzzaman Babu – Fazlu
- Rokeya Prachy – Matka
- Fazlur Rahman Babu – Siraj
- Shamima Islam Tusti – Rehana
- Shoma – Asma
- Golan Razul Babu
- Momena Choudhury
- Shah Alam Kiran
- Shamoli